# Boniface de Mayence
Pour les articles homonymes, voir Boniface et Saint Boniface.
Saint Boniface de Mayence, né sous le nom de Wynfrid de Wessex, vers 675 à Crediton, dans le Devon est un moine missionnaire d'origine anglaise. Il part d'abord en Frise pour convertir les païens. Il ne parvient pas à ses fins, car les Germains redoutent d'être soumis à l'autorité des Francs. Il évangélise ensuite des contrées franques près de Mayence et Fulde et fonde un monastère à Fulda. Ordonné évêque puis archevêque par le pape Grégoire II, il joue un rôle crucial dans l'organisation de l'Église en Germanie, fondant de nombreux monastères et réformant la discipline ecclésiastique. Il collabore avec les maires du palais Charles Martel, Carloman et Pépin le Bref qu'il couronne en 752. À la fin de sa vie, il repart dans les contrées frisonnes devenues franques à cette époque pour les évangéliser. Il est assassiné le 5 juin 754 à Dokkum en Frise, et accède au statut de martyre.

## Sources
Boniface, laisse une image de lui-même plus foisonnante que celle de ses contemporains. Alors que d'autres comme Willibrord (mort en 739) et Pirmin (mort en 753) n'ont laissé aucune source écrite, approximativement 100 lettres officielles et personnelles écrites par Boniface et son entourage sont lisibles aujourd'hui. Ces lettres, collectées et diffusées par Lull, son élève et successeur à Mayence, proposent un aperçu direct de ses pensées et actions. Elles sont mises en contexte historique par une vita : une biographie sainte composée vers 760 à Mayence par le prêtre anglais Willibald (décédé après 768) sous la supervision de Lull. Ce texte est complété par d'autres vitae sur les compagnons et élèves de Boniface, qui s'influencent mutuellement comme sources.
Toutefois, Boniface n'est aucunement mentionné dans les principales sources franques, notamment la Historia vel gesta francorum et n'est mentionné qu'une seule fois dans le Roman Liber Pontificalis.

## Biographie
Boniface, d'abord connu sous le nom de Wynfrith, est né entre 672 et 675 près d'Exeter, dans le royaume de Wessex, probablement à Crediton dans le Devon. Issu d'une famille propriétaire terrien, il est confié dès son enfance au monastère d'Exeter, avant de rejoindre l'abbaye de Nursling près de Winchester. Là, il reçoit une éducation théologique et littéraire typique de l'Angleterre médiévale et est ordonné prêtre entre 702 et 705. Rapidement, il devient enseignant au monastère, rédige des manuels de grammaire latine et compose des œuvres poétiques dans le style d'Aldhelm de Malmesbury.
Son engagement dans la politique ecclésiastique commence en 705, lorsque le roi Ine de Wessex le sollicite pour résoudre un conflit avec l'archevêque Berhtwald de Cantorbéry concernant la division du diocèse de Winchester. Dès lors, Wynfrith participe à de nombreux synodes, mais les détails de ces activités restent inconnus.

### Un premier voyage
En 716, Wynfrith décide de quitter Nursling pour missionner en Germanie. Il est motivé par l'idéal de peregrinatio, consistant à abandonner sa maison pour le Seigneur, un chemin déjà emprunté par d'autres missionnaires comme Colomba d'Iona et Willibrord. Il se rend en Frise où il rencontre une forte opposition de la part de Radbod, le duc païen des Frisons, et comprend que, sans soutien politique, ses efforts missionnaires sont vains.
De retour en Angleterre à Nursling, il est chaleureusement accueilli et même élu abbé en 717. Mais, il reste déterminé à poursuivre sa mission sur le continent. Avec une lettre d'introduction de l'évêque Daniel de Winchester, il repart en 718. Malgré son éloignement, il maintient des liens étroits avec l'Angleterre, comme en témoigne sa correspondance avec des clercs, des religieuses et des rois insulaires.

### Le missionnaire

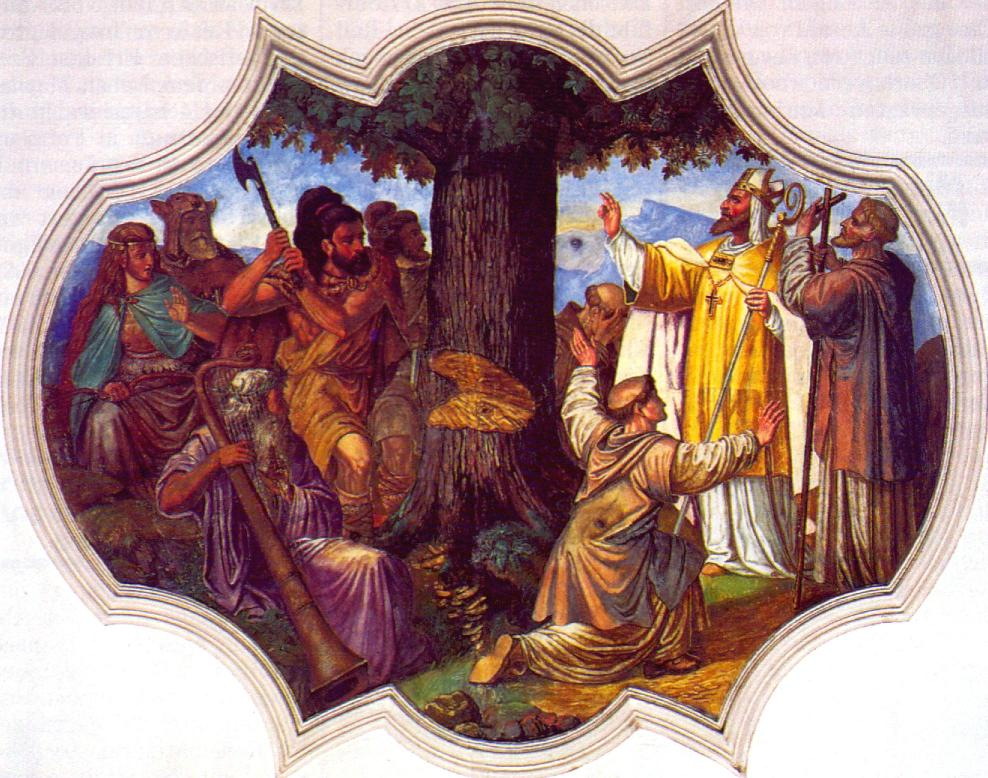
Boniface fait abattre le chêne sacré dédié au dieu Donar, tableau de 1737, église Saint-Martin de Westenhofen près de Schliersee.

Wynfrith se rend d'abord à Rome avec plusieurs compagnons. Là, il visite les tombes des apôtres Pierre et Paul, comme de nombreux pèlerins venus d'Angleterre depuis que le message chrétien avait atteint les côtes sud de leur île à l'initiative de Grégoire le Grand (mort en 604). Après un séjour de plusieurs mois, Wynfrith reçoit le mandat du pape Grégoire II qu'il avait demandé dans un document daté du 15 mai 719. Pour la première fois, dans ce document, il est appelé par son nouveau nom : Boniface, le saint du jour précédent dans le calendrier romain. Cela signifie son acceptation dans la communauté de l'Église romaine. Son mandat spécifie qu'il doit conduire les païens à la vraie foi, où qu'ils se trouvent. Ceci en observant toujours les instructions de Rome dans le processus et en consultant le Siège apostolique en cas d'obstacles.
Il voyage en Thuringe, puis en Frise, où, après la mort du duc Radbod, il rencontre un succès rapide comme missionnaire. Cependant, il refuse l'ordination épiscopale proposée par Willibrord, préférant poursuivre sa mission avec le soutien de Charles Martel.
En Hesse, il réalise des conversions significatives et établi un monastère à Amöneburg. Boniface est ensuite invité à Rome par le pape, où il est ordonné évêque le 30 novembre 722. Après son ordination, il bénéficie donc d'un soutien accru de Rome, permettant une expansion rapide de l'Église en Hesse et en Thuringe. Il y fonde d'autres monastères et démontre la supériorité du dieu chrétien par des actes symboliques comme l'abattage d'un chêne sacré dédié au dieu Donar (Thor/Jupiter) près de Geismar.

### L'organisateur

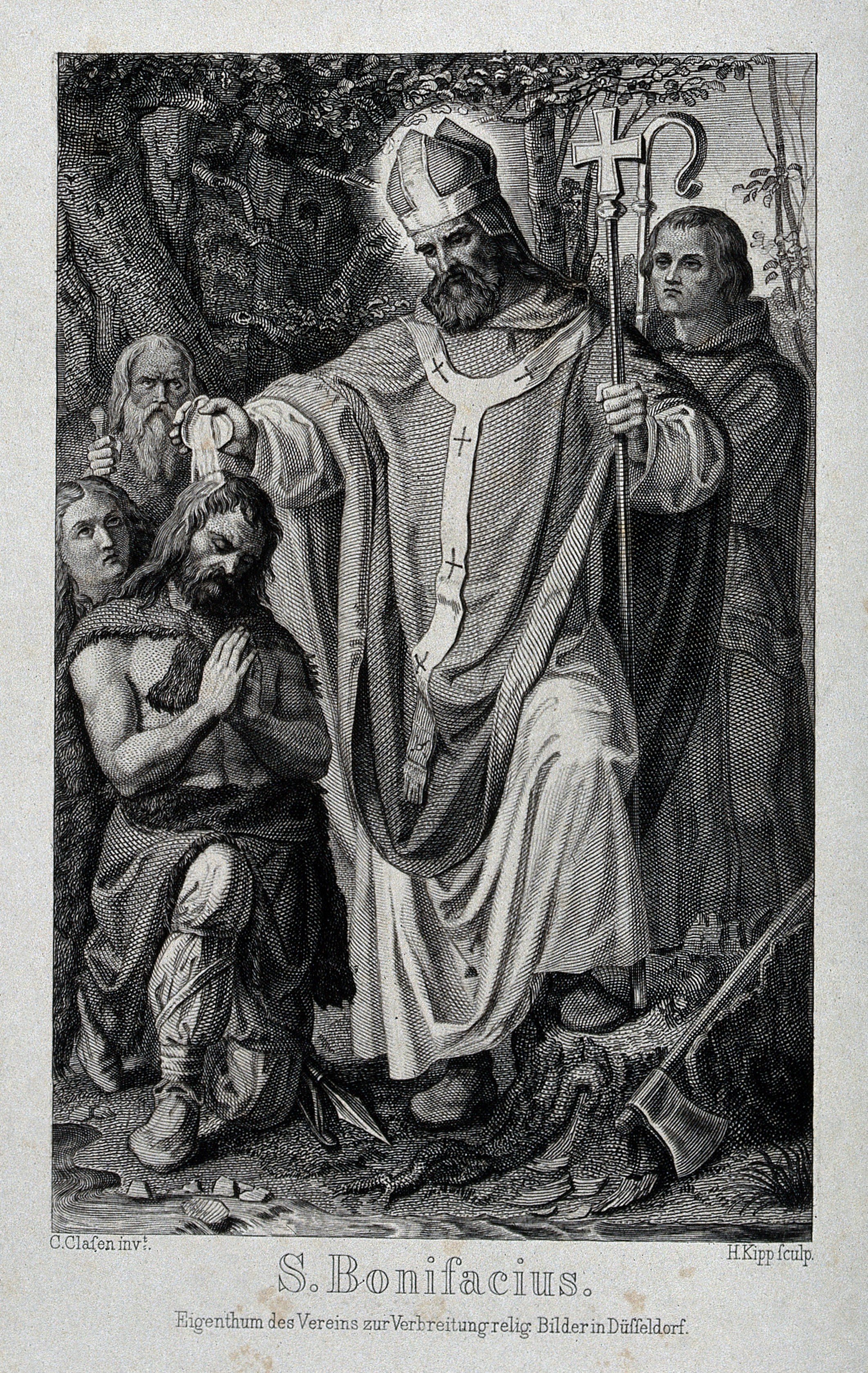
Gravure de Carl Clasen gravée par Heinrich Kipp (XIX).

Afin d'ancrer une organisation ecclésiastique durable, Boniface travaille à l'établissement de structures diocésaines et encourage les moines à l'adoption de la règle de Saint-Benoît. Il se plaint au pape d'un évêque (probablement Gerold de Mayence) qui néglige la région de Hesse tout en en revendiquant la juridiction. Le pape Grégoire II ordonne à Boniface de s'adresser à Charles Martel, le maire du palais. Ceci indiquant très explicitement que les questions concernant l'organisation de l'Église sont de nature politique et ne peuvent pas être tranchées par le seul clergé. En 732, le pape Grégoire III octroie le pallium à Boniface qui l'élève au rang d'archevêque. Ce qui consolide son autorité dans la nomination des évêques et dans l'organisation de l'Église dans les régions germaniques, lui permettant d'y établir une structure métropolitaine.
Charles Martel, ayant triomphé dans la lutte interne pour le pouvoir en Francie, est en mesure d'utiliser son autorité pour intervenir à l'est du Rhin. Boniface bénéficie du soutien de Charles : il obtient notamment une lettre de protection afin de garantir sa sécurité à travers le pays. L'expansion de l'Église en Hesse et en Thuringe coïncide avec les objectifs politiques de Charles Martel, ce qui facilite leur collaboration.
Cependant, la relation entre Boniface et Charles Martel n'est pas sans tensions. Boniface souhaite organiser l'Église selon un modèle de diocèses métropolitains, mais ce modèle suscite des réticences parmi les évêques francs et l'aristocratie franque. Charles Martel, bien qu'il soutienne Boniface, se montre passif face à ses projets d'organisation ecclésiastique plus avancés, probablement par crainte des conflits que cela pourrait engendrer avec ses vassaux.
Face à l'absence de soutien actif de Charles Martel pour ses projets de défense du pays (la bataille de Poitiers en 732, en Bavière, en Alémanie, en Frise et contre les Saxons en 738), Boniface cherche d'autres sphères d'activité. Il se rend en Bavière à l'invitation du duc Hugbert Agilolfinges, puis plus tard à la demande de son successeur, le duc Odilon, pour organiser l'Église bavaroise. De 738 à 739, il réussit à y établir une structure ecclésiastique qu'il divise en quatre diocèses distincts, nommant des évêques, spécialement à Salzbourg, Ratisbonne, Freising et Passau. Son approche privilégie la coopération avec les élites locales afin de faciliter la conversion et la réforme ecclésiastique.
Après la victoire de Charles Martel sur les Saxons en 738, Boniface choisit de s'appuyer de nouveau sur le maire du palais pour soutenir ses efforts missionnaires. Il reprend ses missions en Saxe. Il y fonde les diocèses de Wurtzbourg, d'Erfurt et de Büraburg. En nommant ses propres disciples comme évêques, il est en mesure de garder une certaine indépendance vis-à-vis du pouvoir des Carolingiens. En 742, il étend son influence plus au nord, en Hesse, en incitant Sturmius à fonder l'abbaye de Fulda, qui deviendra importante par le nombre de ses moines et par sa grande bibliothèque.
Mais Boniface est également confronté à des défis, particulièrement la résistance locale et les conflits avec d'autres évêques. Ceux-ci sont souvent enracinés dans des pratiques et des croyances divergentes, ainsi que des différends à propos de l'autorité et de la juridiction ecclésiastique. Un exemple spécifique de ces conflits survient lors d'une tentative d'installation de Boniface à Cologne en 745, où il rencontre une résistance insurmontable malgré le consentement préalable du pape.

### Les conciles de Germanie

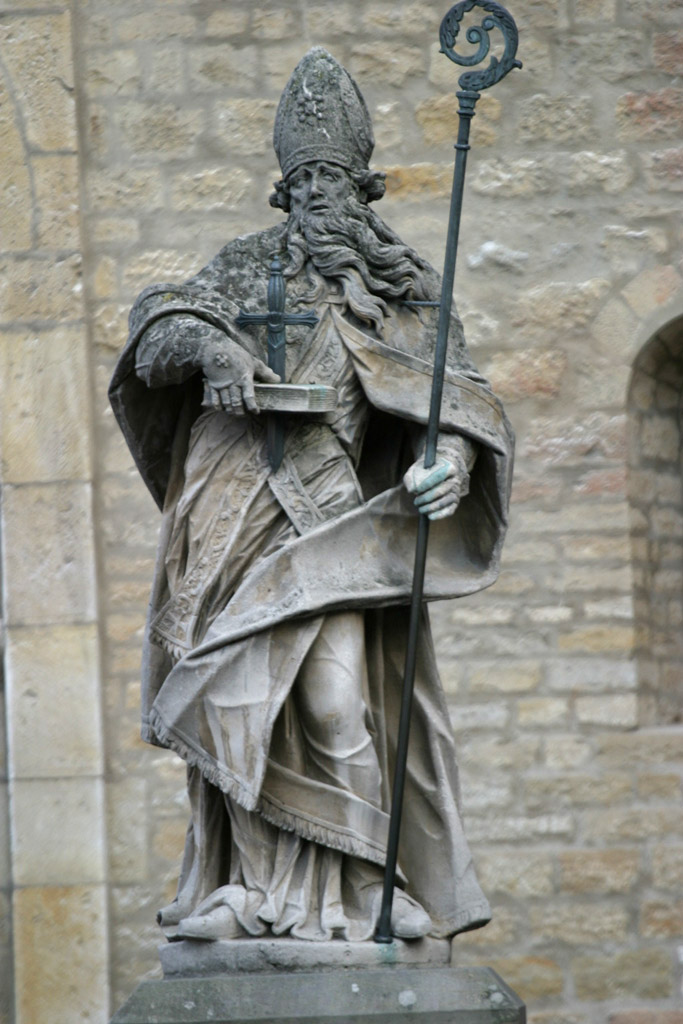
Statue à Mayence.

Après la mort de Charles Martel en octobre 741, une nouvelle génération de dirigeants francs prend le relais, ce qui influence directement le cadre politique dans lequel opère Boniface et duquel il dépend. Pendant la brève lutte pour le pouvoir entre les fils de Charles Martel issus de son premier mariage, Carloman et Pépin le Bref, et leur demi-frère Griffon, Boniface se tourne vers ce dernier pour lui demander protection. Il écrit probablement aussi à Carloman et Pépin dans des lettres qui sont aujourd'hui perdues.
Boniface reconnait l'accord conclu entre, Carloman et Pépin le Bref, les deux frères victorieux en 742. Boniface trouve ainsi en Carloman, qui prend l'est du royaume (l'Austrasie) sous sa juridiction, un protecteur et un promoteur de la revitalisation de l'Église franque. Carloman demande à Boniface de préparer la convocation d'un synode dans la partie du royaume qu'il contrôle et promet d'aider à réformer la discipline ecclésiastique, qui, selon Boniface, languissait en Francie depuis 60 à 70 ans. Le synode, connu sous le nom de Concilium Germanicum, se tient le 21 avril 742 dans un endroit aujourd'hui inconnu. Ses résolutions, promulguées comme un capitulaire par le maire du palais, visent à revitaliser l'Église franque avec de nouvelles nominations épiscopales et des synodes annuels pour assurer la réforme continue de l'Église.
En mars 743, un autre synode, tenu aux Estinnes, réaffirme les objectifs de réforme du Concilium Germanicum. En outre, elle permet que les biens de l'Église restent entre les mains de leurs propriétaires actuels, mais que les revenus soient utilisés pour l'effort de guerre moyennant une taxe. Cette décision vise à apaiser la résistance de l'élite aristocratique habituée à exploiter les propriétés de l'Église pour consolider son pouvoir.
En mars 744, Pépin tient son propre synode à Soissons, où vingt-trois évêques sont présents. Ce concile confirme également les objectifs de réforme antérieurs, mais limite la restitution des biens de l'Église aux seuls cas où les moines et nonnes en dépendent pour leur subsistance. Le concile introduit aussi la primauté métropolitaine pour certains sièges épiscopaux et cherche à remplacer le clergé réfractaire à la réforme.
Les relations de Boniface avec Pépin le Bref sont marquées par la coopération dans la réforme de l'Église franque et l'organisation de l'épiscopat. En 752, Boniface soutient Pépin dans son accession au trône en l'oignant roi, renforçant ainsi l'alliance entre l'Église et la dynastie carolingienne. Ainsi, les efforts de Boniface pour réformer l'Église et établir une structure ecclésiastique stable en Francie sont soutenus par les nouveaux dirigeants francs, malgré la résistance de certaines factions aristocratiques.
Il continue aussi de s'occuper de certaines affaires internes à son pays d'origine, notamment en envoyant en 746 une longue lettre de remontrance au roi Æthelbald de Mercie. Les mœurs sexuelles de ce dernier lui apparaissaient comme un mauvais exemple pour les peuples non encore christianisés. Æthelbald est aussi mentionné dans une autre lettre de Boniface, la lettre 115, dans laquelle est racontée la vision d'un moine ayant vu le roi dans l'au-delà.

### La fatigue et le décès

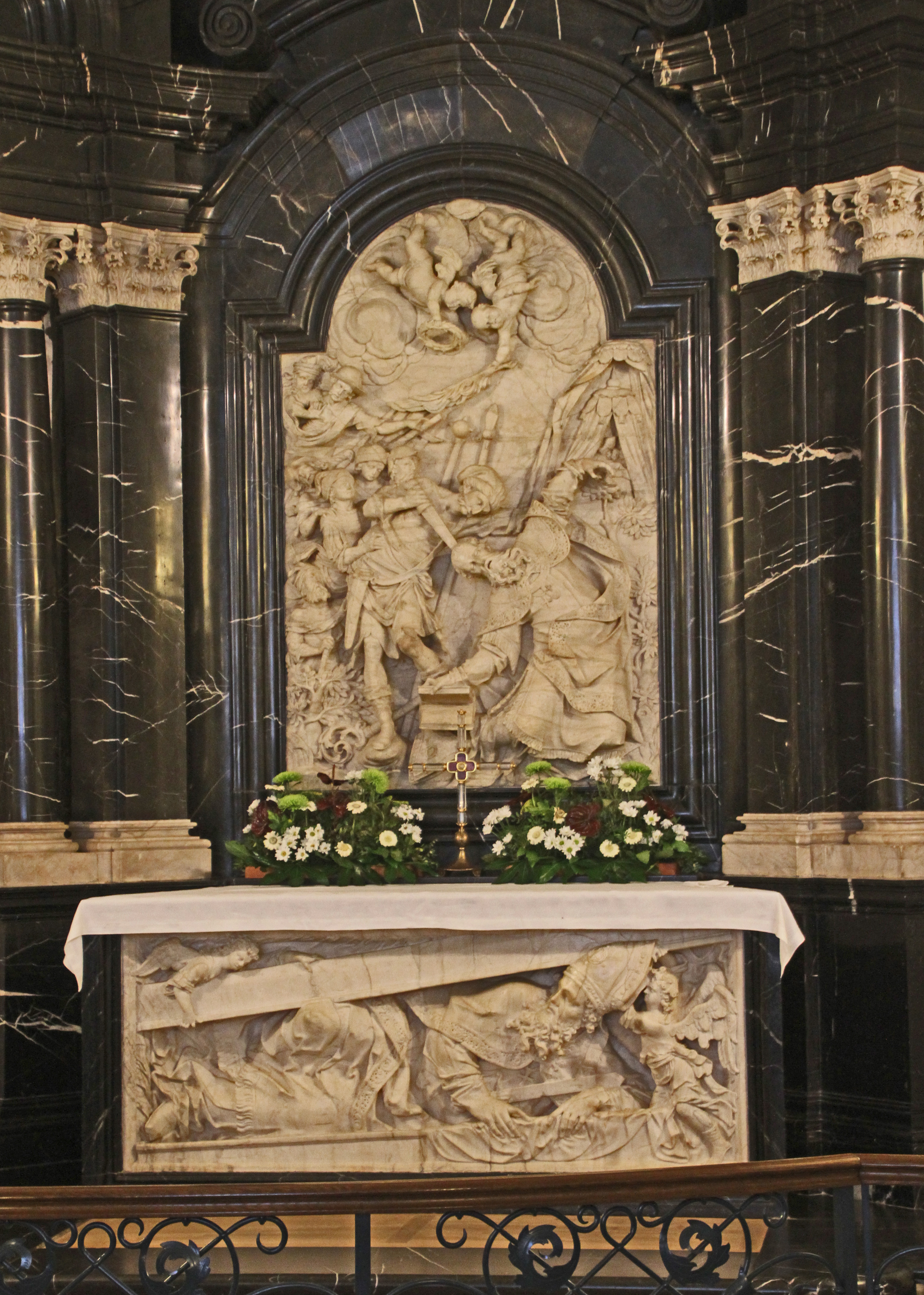
La tombe de Boniface à la crypte de Saint Boniface de la cathédrale de Fulda.

En mai 753, Boniface visite la cour royale de Pépin pour aborder la situation complexe de l'évêché d'Utrecht, négligé après la mort de l'évêque ordonné par lui. Il obtient de Pépin une charte écrite confirmant sa juridiction sur Utrecht et nomme son disciple anglais Eoban, le futur saint Grégoire, comme nouvel évêque, avant de partir pour une mission en Frise, où il trouve finalement la mort en 754.
Le 5 juin 754, saint Boniface, alors âgé de plus de 70 ans, est assassiné par des païens avec cinquante-deux compagnons dans les environs de Dokkum sur les bords de la rivière de Boarn. Il s'apprêtait alors à confirmer de nouveaux convertis. Cet acte de violence sanglante fait immédiatement accéder le vieil archevêque au statut de martyre. Son cadavre est récupéré et transporté via Utrecht et Mayence jusqu'au monastère de Fulda, que Boniface avait choisi depuis longtemps comme lieu de repos final.

## Architecture
Un certain nombre[évasif] d'églises lui sont dédicacées telles que celle du prieuré d'Abbetesrode à Meißner en Allemagne.

## Documentaire
Saint Boniface, évangélisateur des Germains réalisé par Ute Bönnen et Gerald Endres en 2021.